# ブトロス・ガーリー
ブトロス・ガーリー（アラビア語: بطرس غالى、1846年 - 1910年2月21日）は、エジプトの第9代首相（在任期間 1908年 - 1910年）である。

## 若齢期
ブトロス・ガーリーは、1846年にエジプトのベニ・スエフの Kiman-al-'Arus 村にあるコプト正教会の家庭に生まれた。父は、 Mustafa Fadil 王子の執事 Ghali Nayruz だった。ブトロス・ガーリーは、アラビア語、トルコ語、ペルシア語、英語、フランス語を学んだ。

## キャリア
卒業後、ガーリーは家長学校の先生になった。ガーリーの公職としてのキャリアは、1875年にシャリフ・パシャの新たに構成された混合裁判所の事務員に任命されたことから始まった。次に、彼は公的債務委員会のエジプト政府代表者となった。ガーリーは1879年に法務省で働き始め、Beyの肩書で事務総長に任命された。彼の次のポストは、1881年9月に任命された閣僚会議の第一務官だった。しかし、1881年10月に再び法務省で働き始めた。Mahmoud Sami al-Barudiの求めにより、ガーリーはパシャの位を授与され、エジプトでそのような名誉を授与された最初のコプト教徒となった。1886年に、シャリーアの裁判官の選択のための委員会の責任者に任命されたが、彼の宗教的背景からすると異例の任命であり、イスラム教徒の抗議を招いた。
ガーリーは1893年に財務大臣となった。その後、1894年に外相に就任した。1908年11月8日、ムスタファ・ファハミ・パシャの後に首相に任命された。首相に就任しても外相のポストを保持した。ガーリーは1910年2月21日まで首相に在任し、ムハンマド・サイード・パシャと交代した。

## 暗殺
ガーリーはデンシャワイ事件でイギリスを支持したと非難された。1910年2月20日、ガーリーは、23歳の薬理学の卒業生で、英国から戻ったばかりのイブラーヒーム・ナースィーフ・アル＝ワルダニ(Ibrahim Nassif al-Wardani)によって撃たれた。ガーリーは、外務省を出た時に、ワルダニに5発撃たれ、そのうち3発がガーリーの体内に留まった。ガーリーは翌2月21日に死亡した。
ガーリーの殺害を自白したワルダニは、ローザンヌ、パリ、ロンドンで教育を受け、ムスタファ・カーミル・パシャの国民党のメンバーだった。彼の父は知事であり、彼の叔父はパシャだった。ワルダニは1910年6月28日に処刑された。
ガーリーの暗殺は、1915年まで続く一連の暗殺のうちの最初のものであった。これは1世紀ぶりのエジプトの上級政治家の公的な暗殺でもあった。

## 家族
ガーリーには「多くの息子」がいた。その中でも著名な者を以下に挙げる。
- ユスフ・ブトロス＝ガーリー
  - 彼の祖父にちなんで命名され、エジプトの副首相と国連事務総長を務めたブトロス・ブトロス＝ガーリの父[9][10]
  - インターネット起業家のen:Teymour Boutros-Ghaliの祖父[11]
  - 2004年から2011年まで財務大臣だったYoussef Boutros Ghaliの祖父[12]
- Wasif Butrus Ghali (1878–1958) - 立法者、外交官[8]
- Najib Boutros Ghali - 1921年の農業大臣[8]
- Mirrit Boutros-Ghali - 作家、ビジネスマン、弁護士[13]

ブトロス・ガーリーの弟のアミン・ガーリー（1865-1933年）は検察官だった。アミンの息子イブラヒム・アミン・ガーリーは外交官で、叔父の評判を回復させるために働いた。

### 情報源
- Goldschmidt, Arthur (1993). “The Butrus Ghali Family”. Journal of the American Research Center in Egypt 30:  183–188. doi:10.2307/40000236. ISSN 0065-9991. JSTOR 40000236.

### 引用
1. 1 2 3 4  “B. Ghali”.   The Coptic Encyclopedia. 2013年1月19日閲覧。
2. 1 2 3 4 5  Seikaly, Samir (January 1977). “Prime Minister and Assassin: Buṭrus Ghālī and Wardānī”. Middle Eastern Studies 13 (1):  112–123. doi:10.1080/00263207708700338. JSTOR 4282624.
3. 1 2 3  Arthur Goldschmidt Jr. (1999). Biographical Dictionary of Modern Egypt. Boulder, CO: L. Reinner. p. 61 2013年9月4日閲覧。 (要購読契約)
4. 1 2  “Egypt Prime Ministers”.   World Statesmen. 2013年1月19日閲覧。
5. 1 2 3 4  Reid, Donald M. (1982). “Political Assassination in Egypt, 1910-1954”. The International Journal of African Historical Studies 15 (4):  625–651. doi:10.2307/217848. JSTOR 217848.
6. ↑  The Modern Middle East and North Africa by Aroian and Mitchell
7. 1 2 3  “Egyptian assassin hanged”. The Day (Cairo). (1910年6月28日) 2013年1月19日閲覧。
8. 1 2 3 4  Goldschmidt 1993, p.187
9. ↑  Schmeman, Serge (2000年7月20日). “A Separate Peace”. The New York Times 2013年1月19日閲覧。
10. ↑  Goldschmidt 1993, pp.183,188
11. ↑  “Correction”. The New York Times. (1999年9月19日) 2016年2月17日閲覧。
12. ↑  Quinn, Ben (2012年1月9日). “Anger over appearance of ex-Egyptian finance minister at LSE lecture”. The Guardian (London) 2016年2月17日閲覧。
13. ↑  Goldschmidt 1993, p.188

| 公職                              | 公職                     | 公職                              |
| --------------------------------- | ------------------------ | --------------------------------- |
| 先代 ムスタファ・ファハミ・パシャ | エジプトの首相 1908–1910 | 次代 ムハンマド・サイード・パシャ |